# Wydział Historyczny Uniwersytetu Kazimierza Wielkiego w Bydgoszczy
Wydział Historyczny Uniwersytetu Kazimierza Wielkiego w Bydgoszczy – jeden z 9 wydziałów Uniwersytetu Kazimierza Wielkiego w Bydgoszczy.

## Historia
Wydział Historyczny powstał 1 października 2019 roku w ramach przekształcenia z istniejącego Instytutu Historii i Stosunków Międzynarodowych.

## Kierunki kształcenia
Dostępne kierunki:
- Historia (studia I i II stopnia)
- Przewodnictwo i pilotaż turystyczny (studia I stopnia)
- Stosunki międzynarodowe (studia I i II stopnia)
- Wojskoznawstwo (studia I stopnia)
- Zarządzanie dziedzictwem kulturowym i ochrona zabytków (studia I i II stopnia)

## Struktura organizacyjna
| Katedra                                                  | Kierownik                          |
| -------------------------------------------------------- | ---------------------------------- |
| Katedra Archeologii i Historii Starożytnej               | prof. dr hab. Jacek Woźny          |
| Katedra Historii Średniowiecznej                         | prof. dr hab. Jacek Maciejewski    |
| Katedra Historii Nowożytnej                              | dr hab. Marek Zieliński, prof. UKW |
| Katedra Historii XIX wieku                               | dr hab. Tomasz Kawski, prof. UKW   |
| Katedra Historii Najnowszej i Stosunków Międzynarodowych | prof. dr hab. Andrzej Zaćmiński    |
| Katedra Nauk Pomocniczych Historii i Dydaktyki Historii  | prof. dr hab. Dariusz Dąbrowski    |

## Poczet dziekanów
1. dr hab. Marek Zieliński, prof. UKW (2019–2024)
2. dr hab. Tomasz Kawski, prof. UKW (od 2024)

## Władze Wydziału
W kadencji 2024–2028:
| Stanowisko                 | Imię i nazwisko                  |
| -------------------------- | -------------------------------- |
| Dziekan                    | dr hab. Tomasz Kawski, prof. UKW |
| Prodziekan ds. kształcenia | dr Anetta Głowacka-Penczyńska    |